# 크리스 콜먼
크리스토퍼 패트릭 콜먼(영어: Christopher Patrick Coleman, 1970년 6월 10일 ~ )은 웨일스의 전 축구 선수이자 현 축구 감독으로, 선수 시절 맨체스터 시티, 스완지 시티, 크리스털 팰리스, 블랙번 로버스, 풀럼에서 활약한 바 있으며, 웨일스 축구 국가대표팀에서도 32경기 출전하였다.
2012년, 콜먼은 친한 친구이자 자살로 생을 마감한 게리 스피드 감독의 후임으로 웨일스 축구 국가대표팀 감독이 되었다. UEFA 유로 2016 예선에서 B조 2위를 차지하여 UEFA 유로 2016 본선에 진출시킴으로써 1958년 FIFA 월드컵 이후 58년 만에 첫 웨일스의 축구 국제대회 진출을 달성하였다.